# 2-га ліга Словаччини з футболу
2 ліга з футболу Словаччини — друга за рівнем, футбольна ліга у Словаччині, змагання в якій проводяться під егідою Словацького футбольного союзу.
У сучасному вигляді заснована 1993 року після розпаду Чехословаччини та відповідного скасування чемпіонату Чехословаччини з футболу. Поточну назву носить з самих початків заснування, лише кілька сезонів наймення було 1 ліга з футболу Словаччини.
Учасників змагань — 16 команд, час від часу ліга трансформується і тоді кількість колективів то збільшується, то зменшується. Переможець турніру автоматично переходить до вищого дивізіону — Цоргонь лігу. Два колективи невдахи — вибувають з ліги, а їх заміняють в наступному сезоні дві кращі команди 3-ї ліги.

## Передісторія
Літопис футбольного чемпіонату Словаччини поділяється на кілька етапів. Зі здобуттям державної Незалежності 1993 року стартував третій. Перший же тривав 16 років (1922—1938), коли Словаччина була частиною федеративної ЧСР. Другий етап випав на час існування (Першої) Словацької республіки — формально незалежної держави, котра існувала під протекторатом Третього Рейху.